# Hanna Staroszczyk
Hanna Zofia Staroszczyk – polska chemiczka, profesor nadzwyczajny Politechniki Gdańskiej, kierownik Katedry Chemii, Technologii i Biotechnologii Żywności na Wydziale Chemicznym.

## Działalność dydaktyczna i naukowa
W 1989 ukończyła studia na Wydziale Inżynierii i Technologii Chemicznej Politechniki Krakowskiej (magister inżynier chemii), w 1999 uzyskała stopień naukowy doktora nauk rolniczych. Od 2007 pracuje na Politechnice Gdańskiej. Wcześniej była zatrudniona m.in. na Politechnice Krakowskiej, w Institute of Food Research w Norwich, Academia Sinica w Tajpej oraz University of Arkansas w Fayetteville. W 2013 uzyskała habilitację w dziedzinie nauk technicznych w dyscyplinie technologia chemiczna. Prowadzi badania z zakresu chemii biopolimerów. Zajmowała się realizacją siedmiu projektów badawczych (MNiSW, NCBiR). Była członkiem w konsorcjum naukowym Kardio BNC, w którym pełniła funkcję kierownika projektu z ramienia PG. W 2009 wyróżniona przez XVII International Starch Convention Moscow-Cracow za wkład w dziedzinie badań nad skrobią.
Autorka i współautorka kilkudziesięciu artykułów naukowych o modyfikacjach białek i polisacharydów, rozdziałów w książkach chemii żywności oraz współautorem jednego patentu polskiego.